# 理想のヒモ生活
『理想のヒモ生活』（りそうのヒモせいかつ）は、渡辺恒彦による日本のライトノベル。オンライン小説として『小説家になろう』にて2011年6月より連載され、書籍版がヒーロー文庫（主婦の友社→イマジカインフォス）より2012年9月から刊行されている。イラストは文倉十が担当している。2025年6月時点で電子版を含めたシリーズ累計部数は540万部を突破している。
メディアミックスとして、日月ネコの作画によるコミカライズ版が『ヤングエース』（KADOKAWA）にて2017年3月号から連載されている。また、アニメ化企画も進行中である。

## あらすじ
プロローグ
ブラック企業に勤める山井善治郎は、ある日突然「異世界の大国カープァ王国」に召喚され、女王である美女アウラに求婚される。カープァ王国は、長い戦乱で直系の王族が女王アウラ唯一人となってしまい、国家存亡の危機期に瀕していた。そんな中、150年前に異世界に駆け落ちした「カープァの王族の血統」を引いていたのが、善治郎だったのだ。
女王アウラが善治郎に保障した結婚の条件とは、王家の血統を残すための子作り以外何もする必要のない、自堕落な生活をしてくれる婿であった。働き続けるだけの毎日に嫌気が刺していた善治郎は、あっさりとアウラの求婚を受け入れ、一か月後には異世界での王配（女王の配偶者）としての『理想のヒモ生活』が始まるのだった。
序盤
異世界の文化や環境と、王族という立場、現代日本人との感覚の違いに戸惑いながらも、後宮で良好な関係を築いていく善治郎。しかし男尊女卑の気風が強いカープァ王国において、女王と王配の微妙な立場や、血統のための側室取りの圧力など周囲が2人を放ってはおかず、善治郎はアウラと共に否応なくそれらに対処する羽目になっていく。
ついにアウラが妊娠、善治郎も『血統魔法』に目覚める。そんな中、150年前に駆け落ちしたカープァの王族と子孫・善治郎の秘密が明らかになると、隣国シャロワ・ジルベール双王国は自国が占有している『血統魔法』を守ろうと介入してくる。
シャロワ・ジルベール双王国との交渉、街道の異変、北大陸からの来訪者など、次々と発生する事件にも自身を顧みずアウラと家族を第一に行動する善治郎だが、図らずもカープァ王国と女王アウラにとって都合がよくまた有能な人間であることを証明してしまう。またアウラは妻として善治郎の望みを喜ぶも、女王として国益のため嫌がる善治郎に側室取りを画策せざるを得なくなる。アウラの政治基盤とカープァ王国の未来のため、善治郎の理想のヒモ生活は徐々に軌道修正が迫られるのだった。

## 登場人物

### カープァ王国

#### カープァ王家
山井善治郎→ゼンジロウ・カープァ
本作の主人公。物語開始時点で24歳。身長172センチメートル。
現代日本で半ブラック企業に就職して疲弊した生活を送っていたが、ある日アウラにより異世界に召喚され、唯一人残された王家の彼女と結婚してカープァ王国初の王配となる。実は5代前のカープァ王国の王子が善治郎の世界に駆け落ちした結果生まれた子孫の一人で、王家の血を持つ者しか使えないとされる「時空魔法」に適性を持つ。また、駆け落ち相手であるシャロワ王家の血も引いており、南大陸の王族としては非常に稀有（≒タブー）な存在である。
現代日本人としての価値観を持ち、異世界では異端として扱われ評価は二分される。アウラやフレアは女性を対等に扱う善治郎を高く評価するが、国内貴族や戦士など特に武力を重んじる人物からは侮られる傾向がある。また、側室をめとることや家族を政争に巻き込むことに強い拒否感を持つ。
王配となる前の社会人の経験から、相手の裏の思惑を推測する洞察力と状況に応じた適切な判断力を兼ね備えており、王族としては不慣れながら、その場に応じた立ち居振る舞いができる。加えて現代日本から持ち込んだ知識と所持品を王国のために役立てており、本人の意図に関わらず功績を挙げ続けている。結婚にあたりパソコン、エアコン、冷蔵庫、テレビ、ゲーム機といった電化製品を持ち込み、自身の生活空間である後宮の侍女たちに徐々に影響を与えてゆく。
アウラ・カープァ
本作のヒロイン。カープァ王国の女王。物語開始時点で25歳。長身（身長170センチメートルくらい）かつ巨乳（を通り越して爆乳と呼ぶに相応しい大きさ）で、褐色の肌と紅色の長髪。先の戦乱で軍を率いるなど武人としての身体能力も有するが、カープァ王国では男勝りで女性としての魅力が低いとされる。誠実かつ理性的な人柄で政治家として有能であり、女王として国を治めるだけの決断力・判断力を持つ。
先の長い戦乱で次々と死亡した親族の後を継いで即位し、カープァ王家の唯一の生き残りとして、血統魔法である「時空魔法」を次代に残す王族としての責務を負う。結婚当初、善治郎には子作り以外に何もしないこと（ヒモ生活を送ること）を望んでいたが、アウラを愛し、常にアウラに配慮を心がける善治郎の人柄に感銘を受け、次第に夫として全幅の信頼を寄せるようになる。一方、女王として国益を優先させるために善治郎に不便を強いることがあり、その度に葛藤を抱いている。
カルロス・善吉・カープァ
善治郎とアウラの息子。その身に宿す魔力はアウラよりも多く、善治郎の約2倍。カープァ王家の「時空魔法」とシャロワ王家の「付与魔法」を両方扱える素質を持つ。
善治郎の持ち込んだ電化製品の恩恵を一番受けており、カープァ王国の気温は比較的過ごしやすいとされる活動期ですら大泣きして受け付けない。
フアナ・善乃・カープァ
善治郎とアウラの娘。カルロス・善吉と同じくカープァ王家の「時空魔法」とシャロワ王家の「付与魔法」の血統を受け継ぐ。

#### カープァ王家の従者
ファビオ・デウバジェ
アウラの筆頭秘書官。秘書官として忠誠心が高く能力も申し分なく、歯に衣着せぬ発言が多いため善治郎やアウラから不満が出ることもあるが、その識見の高さで女王の右腕として重用されている。軍の最高職である元帥、政治の最高職の宰相がカープァ王国にいないときには、ファビオの持つ権力はかなり大きかった。
作者曰く、説明役、影に徹する役のイメージを出すため、書籍化において意図的にイラスト化されておらず、漫画版で初めて容姿が描写された。
エスピリディオン
アウラの信頼厚き、王家に次ぐ魔力を持つ凄腕の魔法使いにして賢者。齢70を超えている。通常の四系統魔法はもちろん、世間一般の様々な知識を持っている。
ナタリオ・マルドナド
竜弓騎士団の騎士。善治郎からプジョルを通じて竜弓を与えられた縁により、善治郎直属の騎士を務める。妹のケイトは後宮侍女を務めている。

#### 後宮侍女
声優はドラマCD版のもの。
アマンダ
声 - 川澄綾子
後宮侍女長。ガジール辺境伯とは従兄弟の関係にあたる。善治郎が後宮で快適に過ごすために、若い後宮侍女達を指導している。
既婚で既に子供も独り立ちしている年代であり、書籍版の挿絵では年相応の容姿だが、漫画版ではかなり若い姿で描かれている。
イネス
善治郎付の侍女。後宮では清掃担当責任者を務める。
善治郎が王配となる以前からカープァ王家に仕えており、アウラから信頼されている。善治郎が遠方に出向かう際には、帯同することが多い。
ドロレス
声 - 諏訪ななか
後宮侍女。フェー、レテと合わせて問題児三人組と呼ばれている。長身でスタイルが良い。
善治郎が「黄金の木の葉号」でウップサーラ王国へと向かう船旅に帯同し、ポモージエ港などの偵察を務めた。
フェー
声 - 小倉唯
後宮侍女。ドロレス、レテと合わせて問題児三人組と呼ばれている。小柄で短髪な容姿で、活発な性格。
レテ
声 - 安野希世乃
後宮侍女。ドロレス、フェーと合わせて問題児三人組と呼ばれている。アウラを超える巨乳が特徴で、おっとりとした性格。料理が得意。
マルグレーテ
アウラ付の侍女。部下が何人かいる。白い肌に金髪、緑色の瞳を持ち、一般的なカープァ王国人とはかけ離れた容姿をしている。おしゃべり好きで噂好きとされるが、実態はアウラ直属の密偵のような役割を務める。

#### ギジェン侯爵家
プジョル・ギジェン
ギジェン家の当主。王国の精鋭である竜弓騎士団の将軍を務める。極めて野心家であり、自身やギジェン家の権力向上に邁進しすぎるため、「餓狼」とも呼ばれている。
アウラ女王の元婚約者候補であったが、その野心が危険視され、カープァ王家の王配としては問題ありとアウラに評価されていた。
書籍版ではルシンダ・ガジールと結婚する。
ファティマ・ギジェン
プジョル・ギジェンの妹。長身かつ細身でモデルのような体格。プジョルの意向により、善治郎の側室候補として紹介される。

#### マルケス伯爵家
マルケス伯爵（マヌエル・マルケス）
マルケス伯爵家の当主。
ラファエロ・マルケス
マルケス伯爵家の息子で次期当主。文官として有能だが、貴族の跡継ぎとしては覇気・積極性に乏しいとされる。
アウラ女王の元婚約者候補であったが、マルケス家当主である父親に従順すぎるため、カープァ王家の王配としては問題ありとアウラに評価されていた。
フレア・ウップサーラを載せた帆船がワレンティア港に停泊した際には、善治郎に帯同し実務責任者を務める。
オクタビア
マルケス伯爵の後妻。マルケス伯爵とは親子以上の年の差があり、ラファエロよりも一回り年下である。控えめで男を立てる人柄であり、理想的な貴族女性とされる。王国内ではやや色素の薄い黒髪の美人であり、かつては「宮廷の名花」と評され、社交界で男性から非常に高い人気があった。
善治郎の家庭教師として、カープァ王家として必要なマナー・常識と魔法の基礎を教える。

#### ガジール辺境伯家
ガジール辺境伯（ミゲル・ガジール）
ガジール辺境伯領の領主。初老だが筋骨隆々とした体格、実直な性格で貴族らしい腹芸を苦手とする。
ルシンダ・ガジール
ガジール辺境伯家の長女。地味だが整った容姿を持つ。先の大戦時には領地の政務を一手に引き受けていたため、カープァ王国における結婚適齢期を逃していた。
書籍版ではプジョル・ギジェンと婚姻し、ウェブ版では善治郎の側室候補。どちらも思慮深い女性とされている。
チャビエル・ガジール
ガジール辺境伯家の三男。先の大戦で長男と次男が戦死したため、次期当主とされる。塩の街道で群竜討伐に参戦する。
ニルダ・ガジール
ガジール辺境伯家の次女。短いポニーテールに小柄な容姿を持ち、天真爛漫で純粋な性格。
ガジール辺境伯と領民との間に生まれた妾腹の子であり、九歳まで母親と村で暮らしていたが、その後辺境伯家に認知され貴族として教育を受ける。
登場時点で、不備により王家が保管する貴族の名簿に名前がなく、公式には貴族として扱われない状態だった。書籍版とウェブ版では展開が異なるが、どちらも不備の発覚が騒動の一因となる。

### シャロワ・ジルベール双王国
イザベッラ・ジルベール
ジルベール法王家の王女。五指に入る「治癒魔法」の使い手。年齢は40歳過ぎ。
善治郎が病に臥せったときにカープァ王国に来訪し、善治郎の体力を「治癒魔法」により回復させた。アウラが第二子を出産するときには正式にカープァ王国に派遣され、アウラの体調を強化した。
書籍版の挿絵では年相応の容姿だが、漫画版では若い容姿で描かれている。
フランチェスコ王子
シャロワ王家の王太子であるジュゼッペの長男。五指に入る「付与魔法」の使い手で、細工師としての腕前もトップクラス。
軽薄な性格で、カープァ王国に滞在中も、度々問題のある言動を繰り返していた。そのため人格に問題ありとして、直系の王子であるにも関わらず王位継承権を持っていなかった。
実は「付与魔法」と「治癒魔法」の両方を使うことができ、王位継承権を持たないのも双王国で定められた取り決めによるもの。二つの王家を纏める「完全融合派」の旗印として望まれているが、フランチェスコ本人は「王になんかなったら、魔道具を作る時間が無くなる」という理由で拒んでいる。
ボナ王女
シャロワ王家の血を引く下級貴族の次女の生まれだが、「付与魔法」に目覚めたため王族に迎えられた。双王国からは善次郎との婚姻を望まれており、実際に善次郎との仲も悪くない。だが、2人を見ているフランチェスコからは互いに性格が似すぎていて「異性として認識していない」と、望み薄に見られている。
ルクレツィア・ブロイ
ブロイ侯爵家の養女。初登場時の年齢は15歳であり、外見は年齢よりも幼く見える。
初登場は8巻で、善治郎が双王国に来訪した際の世話係を務める。王族として生まれたが、シャロワ王家の血統魔法である「付与魔法」が発現しなかったため、ブロイ侯爵家の養女に出された。侯爵家と実の家族からは愛情を持って育てられたものの、侯爵家の人々を始め周囲には王族として一歩引いた敬意で敬われる一方で実際の身分は貴族であり、王族でも貴族でもなく何者にもなれない現状に耐え切れなくなっている。養子に出された人間も国内外問わず王族との婚約が成立した場合のみ生家の王族の系譜へと戻って王女として嫁ぐことができるため、王族への復権に執着し善治郎の側室入りを狙う。しかしあまりにも必死さや態度が露骨に表れることから善治郎からは少々苦手意識を持たれている。
ブルーノ三世
シャロワ王家の王。「完全融合派」に属し、フランチェスコ王子を次期王太子に据えようと目論む。
善治郎が双王国を来訪した際の謁見にて、自身が退位し、王位をジュゼッペ王太子に譲ることを宣言した。
ジュゼッペ王太子
シャロワ王家の王太子。ブルーノ王と同じく「完全融合派」に属し、フランチェスコ王子を次期王太子に据えようと目論む。
ラルゴ王子（ラルゴ・シャロワ）
ブルーノ王の末子であり、ジュゼッペとは腹違いの弟。フランチェスコ王子を次期王太子を継承することに反対しているため、ブルーノ三世・ジュゼッペ王太子とは政治的に反目している。
マルガリータ王女（マルガリータ・シャロワ）
第二王子フィリベルトの娘でルクレツィアの実姉。現王の直系ではあるが、傍系の王族に嫁いでいる既婚者。付与魔法の使い手としては鍛冶仕事に長けているが、それゆえに健康を害したり身体に傷を負うことも多く、治癒魔法の世話になることが多い。
妹であるルクレツィアのことは当然気にかけていて、善治郎に魔道具を贈り、不都合がない限りルクレツィアの誘いを三度までは受けてくれるよう頼んだ。

### ウップサーラ王国（北大陸）
フレア・ウップサーラ
ウップサーラ王国の第一王女で本作のヒロインの一人。初登場は5巻から。初登場時の年齢は10代後半。身長は160センチメートル前後。この世界の女性には珍しく、髪を肩にかからない程度に切り揃えた短髪である。船に乗り込むときは船長として男装している。
「黄金の木の葉号」の船長。北大陸より航海してきたが、予定より南に流され船自体が損傷したこともあり、カープァ王国南端の王族領の港に入港する。結婚までは自由に生きて、それ以後は王族女性として普通に家庭に入るつもりでいたが、貿易という国益と妻であるアウラ女王を束縛しない善治郎の人柄を知り、結婚後も自由に生きられる彼の側室になることを目指し活動する。
スカジ（ヴィクトリア・クロンクヴィスト）
ウップサーラ王国の女戦士でフレアの護衛。20代前半で、身長は185センチメートル以上。フレアの相談役でもあり、フレアが行き過ぎた言動をした際に掣肘する役割も担う。
「スカジ」は古の魔女の名前であり、優れた戦士に与えられる称号として名乗っている。
蹴槍術の達人であり、ワレンティアへの寄港直前に遭遇した海竜、およびワレンティアで迎撃した巨大群竜を蹴槍により仕留めた。
ユングヴィ・ウップサーラ
ウップサーラ王国の第二王子でフレアの双子の弟。フレアと同じく変わった性格をしている。ウップサーラ王国次期国王。
カープァ王国との関係を深めるためにカープァ王国の貴族から側室を迎えることを考えている。
グスタフ五世
ウップサーラ王国の国王。
エリク・エストリゼン・ウップサーラ
ウップサーラ王国の第一王子。金髪で緑色の瞳。グスタフ五世の正妃の子であり、フレアやユングヴィとは母親が異なる。直情的で典型的な戦士の価値観であり、臆病さを見せる善治郎に反発する。
グスタフ五世の正妃はオフス王国エストリゼン王家の第一王女であったことから、オフス王国の王位継承権を持つ。

### ナバラ王国
マルティン・ナダル
ナバラ王国の将軍。プジョルとは大戦時に互いの顔に傷をつけた間柄であり、互角の人物と評されている。
クリスティアーノ・ピント
ナバラ王国の騎士長。武才に長け、20歳に満たない若さで騎士長を務める。

### ズウォタ・ヴォルノシチ貴族制共和国
アンナ・クラクフ
ズウォタ・ヴォルノシチ貴族制共和国の王女。20歳前後。クラクフ王家の血統魔法である飛行魔法の使い手で、有翼騎兵の一員でもある。
共和国の次期国王を目指しており、実績を求めている。

## 設定・用語

### 舞台背景
善治郎が召喚された異世界は、世界そのものの通称は明らかにされていない。北大陸と南大陸に分かれており、南大陸はランドリオン大陸という名称がある。大陸間は大海で隔たれており、大陸間の人の往来はほとんどない。善治郎が召喚される数年前まで、南大陸では大陸全土におよぶ長い戦乱が続いていた。
ランドリオン大陸 / 南大陸
物語の主要な舞台となる大陸。全体的に熱帯～亜熱帯気候で、四季の内「冬」と言える時期は存在しない。一年の間に雨の降り続く「雨期」、人間の体温を上回る気温の続く「酷暑期」、気温が和らぎ比較的過ごしやすい「活動期」の三つに分類される時期がある。
北大陸
フレアの故郷であるウップサーラ王国が存在する大陸。南大陸と比べて温帯～寒帯といった気候の土地。

### 魔法
一般人により広く使用されている四大魔法と、王族のみが使用できる血統魔法が存在する。北大陸と南大陸の間柄は「南魔北技」と言われ、南大陸の人間の方が魔力量が多く魔法を扱うことに長けているとされる。
南大陸では王族は血統魔法を使えることが絶対条件であり、血統魔法を使えない者は王族より外され、身分が低い者でも血統魔法が使えれば王族として迎えられる。それ故、他国の王族との結婚は血統魔法を盗むことにつながり、国力に重大な影響を与えるためタブーとされている。一方で北大陸では絶対条件ではなく、血統魔法を使えない王族も多数存在する。
時空魔法
カープァ王家の血統魔法。代表的な魔法として、物体を引き寄せる「引き寄せ」、物体を遮る結界を構築する「空間遮断結界」、物体の時間を巻き戻すことによって外見や機能を戻す「復元」、一度訪れたことのある場所に人を瞬時に移動させる「瞬間移動」が存在する。「瞬間移動」は特に政治的に有用であり、カープァ王国では国外の賓客の送迎に使用したり、国内の貴族に対して料金を徴収して使用している。
治癒魔法
ジルベール王家の血統魔法。作中では具体的な効果は明言されていないが、「体力回復」「精神疲労除去」「病魔快癒」など効果に応じた魔法が存在する描写がある。さらに高度な魔法として「四肢再生」「臓器回復」「五感復元」といった魔法も存在するが、報酬も高く王族でもそうそう受けられないとされる。
付与魔法
シャロワ王家の血統魔法。物体に魔力を込めることで魔道具を作成することができる。魔道具の作成には、付与魔法の使い手とは別に、魔道具に込める魔法の使い手が必要となる。魔道具の素体となる物品自体は別に作っても良いのだが、シャロワ王家の人間は自らの手で魔道具を素体から加工して作る職人肌の者が多い。
飛行魔法
クラクフ王家の血統魔法。最も簡単な魔法は「落下制御」であり、クラクフ王家の有翼騎兵となるためには緊張状態でも「落下制御」を唱えられる必要があるとされる。「落下制御」以外にも、「浮遊」「飛行」「飛翔」といった魔法が存在する。
解得魔法
トゥカーレ王家の血統魔法。正しい問いに対し正しい答えが返ってくる魔法。一つ一つの質問に別の魔法を発明しなければならないなど、使用には様々な制約が存在するが、本来知り得ない他国の機密情報を得ることができる。
拡大魔法
グラーツ王家の血統魔法。詳細不明。グラーツ王家は血統魔法を持つにもかかわらず他国と積極的に婚姻外交を行うことから、他国にも使い手が複数存在するとされる。
雷撃魔法
グプタ王家の血統魔法。本編未登場だが、これを利用し一つで軍勢を押し止めたという強力な魔道具の逸話が語られる。
探心魔法
ハルカネン王家の血統魔法。詳細不明。人を永続的に傀儡とする隠し魔法があるのではないかと噂されている。
操緑魔法
デルンブルク王家の血統魔法。詳細不明。南大陸北部の砂漠はこれが暴走した結果誕生したのではないかと噂されている。
光魔法
王家不明。シャロワ・ジルベール双王国にて照明の魔道具に使われている。
力魔法、創造魔法、契約魔法、操魂魔法、自由魔法、覚醒魔法、圧縮魔法、破棄魔法、記録魔法、星魔法
本編登場済。古代魔法文明『白の帝国』にて使用されていたと言われている。いずれも詳細は不明。

### 国家
カープァ王国
南大陸西部に位置する南大陸でも有数の大国であり、気候としては熱帯の高温多湿気候。数年前まで続いた戦争の痛手からようやく立ち直りつつあるが、大戦の影響により王族はアウラ一人に減ってしまっていた。
ターバンやサリーのような伝統的な民族衣装を持ち、国民の大半は褐色の肌に黒い髪をしていて砂糖や香辛料が特産。
典型的な封建制国家でありながらも他の貴族に対して王家の力は突出しているが、それでも王国に対する納税の義務以外は王国が介入しづらいなど地方領主の独立性が高い。
王家の血統魔法は「時空魔法」。王家の紋章は「開かれた扉」と「砂が上に流れる砂時計」。
シャロワ・ジルベール双王国
南大陸中央部の大国で、気候としては高温乾燥気候で国土の大半を不毛の砂漠が占めている。シャロワ王家とジルベール法王家という二つの王家が並立しており、シャロワ王家は23人、ジルベール法王家は19人いる。
シャロワ王家の血統魔法は「付与魔法」、ジルベール法王家の血統魔法は「治癒魔法」。シャロワ王族は魔道具を作る職人としての気質が強いものが多く、政治的センスの有無に関わらず王位には関心の薄い者が多い。
シャロワ王家・ジルベール王家は古くは北大陸の移民であり、王侯貴族とそれに随伴してきた移民たちと現在の領土の先住民である四部族（現在は四公爵家）が共存する形で建国された経緯がある。
北大陸出身という出自から王家を始めとする移民は南大陸人と異なり、肌が白く金髪などの明るい髪といったコーカソイド系の風貌をしている。一方で、血統魔法を有する両王家以外は長い年月を経て南大陸人との混血が進み、中には南大陸人寄りの容姿をしている者も存在する。また、元々の先住民も北大陸人との混血により肌は褐色の一方で金髪や赤毛、赤や青の瞳といった風貌をしている者もいる。
シャロワ・ジルベール両王家間や王家と四公爵家、または四公爵家同士など国内での対立の種も多いが、長い歴史の中で度々行われてきた婚姻や混血により移民と先住民による人種・民族対立は薄いものとなっている。
先住民の四部族（四公爵家）はそれぞれエレハリューコ族長家・リーヤーフォン族長家・エレメンタカト公爵家・アニミーヤム公爵家で構成されており、エレハリューコ族長家・リーヤーフォン族長家は王国成立以前からの砂漠の放浪民としての生活スタイルや服装を維持しており、王族とも一歩引いたスタンスを取っている。一方でエレメンタカト公爵家・アニミーヤム公爵家は王族の影響を受けて定住生活を行っており、北大陸由来の衣服を日常的に身に付けている。そのため四公爵家は二つの陣営に分かれて対立状態にあるが、昔ながらの生活を維持する二公爵家は巨大な金山を有するエレメンタカト公爵家と塩湖を持つアニミーヤム公爵家との経済格差が開き、それに伴い人口差が倍以上に開いてしまっている点がより対立を深刻化させている。
ウップサーラ王国
北大陸北部にある国。王族が血統魔法を持たない。スヴェーア人によって構成される。戦士や海賊をルーツとする国であり、勇敢さを美徳とし臆病さを忌避する気質の国民が多い。人口は少なく国力はカープァより低いとされる。
北大陸でも有数の技術先進国とされ、魔法よりも科学技術が旺盛であり、4本マストの帆船建造技術や鉄の鋳造技術を有する。一方で、製鉄技術が発達したことで国内の木材不足が深刻化しており、南大陸との大陸間貿易により活路を見出そうとする。大陸間貿易が可能な4本マストの帆船として、「死せる戦士の爪号」と「黄金の木の葉号」を有する。
ズウォタ・ヴォルノシチ貴族制共和国
北大陸西部の大国。ポモージエ港という国際港を有する。国民の大半は教会の信徒だが、国民の信仰の自由を認めている。
政治体制は共和制を敷いており、国内の全貴族が一票を持つ国王自由選挙を経て、貴族全体の承認を受けて国王が決定される。国王は象徴的存在であり、内政は立法府が行っている。形式上は王族であれば誰でも立候補が可能だが、現実には王位継承権第一位の者しか立候補しない慣習がある。
オフス王国
北方諸国に属する島国。北方諸国の中では最も教会の浸透が進んでいる。現国王は60歳を超えているが、十数年前に第一王子が妻と共に海難事故で死亡し、王太子が不在となっている。教会の影響を受けた王家の傍系が王位を継承するのを避けるため、海難事故で行方不明となった第一王子の娘を王位継承権の一位に、ウップサーラ王家に嫁いだ第一王女の子であるエリク王子が二位に据えられている。

### 教会
北大陸で大きな勢力を持つ宗教。古代竜族を神聖なものとして信仰の対象とする一方で、南大陸に住む人間を、古代竜族の怒りに触れ流刑された罪人達の末裔として卑下の対象としている。教えの解釈の違いにより、さらに「爪派」と「牙派」に宗派が分かれている。

### 竜種
異世界に広く存在する生物。南大陸では、一部の種類の竜は家畜として運用されている。
走竜
カープァ王国で軍事利用のために飼育されている竜。馬の倍以上の体躯があり、寿命は五十年前後とされる。成長過程の若い走竜の腱は、高性能な弓（竜弓）の素材として重宝される。
鈍竜
カープァ王国で軍事利用のために飼育されている竜。走竜と比べて速度では劣るが力で勝り、主に荷車を引く用途で活用される。
肉竜
食肉用として飼育されることが多い。野生化では意外と狂暴。
小飛竜
空を飛ぶ。地球での伝書鳩のように情報伝達に使われる。

## 既刊一覧

### 小説
- 渡辺恒彦（著）・文倉十（イラスト） 『理想のヒモ生活』 主婦の友社→イマジカインフォス〈ヒーロー文庫〉、既刊15巻（2023年12月28日現在）
  1. 2012年10月31日第1刷発行（9月28日発売[16]）、ISBN 978-4-07-284078-8
  2. 2012年12月31日第1刷発行（11月30日発売[17]）、ISBN 978-4-07-284084-9
  3. 2013年4月30日第1刷発行（3月29日発売[18]）、ISBN 978-4-07-288700-4
  4. 2013年9月30日第1刷発行（8月30日発売[19]）、ISBN 978-4-07-292190-6
  5. 2014年5月31日第1刷発行（4月28日発売[20]）、ISBN 978-4-07-296354-8
  6. 2014年12月31日第1刷発行（11月29日発売[21]）、ISBN 978-4-07-410241-9
  7. 2015年10月31日第1刷発行（9月30日発売[22]）、ISBN 978-4-07-403086-6
  8. 2016年7月31日第1刷発行（6月30日発売[23]）、ISBN 978-4-07-417935-0
  9. 2017年6月30日第1刷発行（5月31日発売[24]）、ISBN 978-4-07-424639-7
  10. 2018年1月31日第1刷発行（2017年12月28日発売[25]）、ISBN 978-4-07-429074-1
  11. 2018年8月10日第1刷発行（7月31日発売[26]）、ISBN 978-4-07-433868-9
  12. 2019年5月10日第1刷発行（4月30日発売[27]）、ISBN 978-4-07-437228-7
    - ドラマCD付き限定特装版 同日発売[28]、ISBN 978-4-07-437671-1

  13. 2020年4月10日第1刷発行（3月30日発売[29]）、ISBN 978-4-07-442815-1
  14. 2021年10月10日第1刷発行（9月30日発売[30]）、ISBN 978-4-07-447913-9
  15. 2023年12月28日発売[31]、ISBN 978-4-07-456480-4

### 漫画
- 渡辺恒彦（原作）・文倉十（キャラクター原案）・日月ネコ（作画） 『理想のヒモ生活』 KADOKAWA（角川コミックス・エース）、既刊23巻（2025年6月4日現在）
  1. 2017年7月26日初版発行（7月25日発売[32]）、ISBN 978-4-04-106001-8
  2. 2017年12月4日初版発行（同日発売[33]）、ISBN 978-4-04-106393-4
  3. 2018年6月4日発売初版発行（同日発売[34]）、ISBN 978-4-04-106841-0
  4. 2018年11月2日初版発行（同日発売[35]）、ISBN 978-4-04-107482-4
  5. 2019年2月4日初版発行（同日発売[36]）、ISBN 978-4-04-107829-7
  6. 2019年6月4日初版発行（同日発売[37]）、ISBN 978-4-04-108233-1
  7. 2019年10月4日初版発行（同日発売[38]）、ISBN 978-4-04-108704-6
  8. 2020年2月4日初版発行（同日発売[39]）、ISBN 978-4-04-108705-3
  9. 2020年6月4日初版発行（同日発売[40]）、ISBN 978-4-04-109476-1
  10. 2020年11月4日初版発行（同日発売[41]）、ISBN 978-4-04-109463-1
  11. 2021年3月4日初版発行（同日発売[42]）、ISBN 978-4-04-109464-8
  12. 2021年7月2日初版発行（同日発売[43]）、ISBN 978-4-04-111461-2
  13. 2021年12月3日初版発行（同日発売[44]）、ISBN 978-4-04-111462-9
  14. 2022年4月4日初版発行（同日発売[45]）、ISBN 978-4-04-112486-4
  15. 2022年9月2日初版発行（同日発売[46]）、ISBN 978-4-04-112628-8
  16. 2022年12月28日初版発行（同日発売[47]）、ISBN 978-4-04-113261-6
  17. 2023年6月2日初版発行（同日発売[48]）、ISBN 978-4-04-113620-1
  18. 2023年9月4日初版発行（同日発売[49]）、ISBN 978-4-04-114032-1
  19. 2024年2月2日発売[50]、ISBN 978-4-04-114445-9
  20. 2024年6月4日発売[51]、ISBN 978-4-04-114998-0
  21. 2024年10月4日発売[52]、ISBN 978-4-04-115360-4
  22. 2025年2月4日発売[53]、ISBN 978-4-04-115782-4
  23. 2025年6月4日発売[4]、ISBN 978-4-04-116169-2